# E65
La ruta europea E65 és una carretera que forma part de la Xarxa de carreteres europees. Comença a Malmö (Suècia) i finalitza a Khanià (Grècia). Té una longitud aproximada de 4400 km i presenta una orientació de nord a sud. La carretera passa per Suècia, Polònia, República Txeca, Eslovàquia, Hongria, Croàcia, Montenegro, Macedònia del Nord i Grècia.